# Charlotte Casiraghi
Charlotte Marie Pomeline Casiraghi (La Colle, 3 agosto 1986) è la seconda dei tre figli di Carolina di Monaco e di Stefano Casiraghi. 
È undicesima nella linea di successione al trono di Monaco dopo i figli di Alberto II,  sua madre, i suoi fratelli e nipoti.

## Biografia
Il nome Charlotte richiama quello della bisnonna, la principessa Charlotte di Monaco, ma alla nascita (1986), la madre aveva dichiarato che intendeva riferirsi invece a una lontana antenata, Catherine-Charlotte de Gramont. Tra gli altri nomi, Pomeline ricorda quello di Pomellina Fregoso, consorte di Giovanni I di Monaco.
Alla nascita, il matrimonio della madre con Stefano Casiraghi non era riconosciuto dalla Chiesa cattolica (l'annullamento del primo matrimonio di Caroline avvenne solo il 20 giugno 1992, quando Stefano era deceduto da più di un anno), e Charlotte e i suoi fratelli (Andrea, il primogenito, e Pierre, l'ultimogenito) vennero riconosciuti prole legittima dalla Santa Sede solo il 5 aprile 1994.
Insieme con i suoi fratelli è cresciuta nel principato governato dal nonno materno Ranieri III. Rimasta orfana di padre a quattro anni seguì la madre Carolina nel villaggio di Saint-Rémy-de-Provence, in Francia. Un anno più tardi ricevette in dono dai nonni paterni, gli italiani Giancarlo e Fernanda Pulici Biffi, una piccola isola della Sardegna.
Nel 1999 ha avuto una sorellastra, nata dalle terze nozze di sua madre Carolina con il principe Ernst di Hannover. La famiglia si trasferì da allora nel sobborgo parigino di Fontainebleau.
Charlotte è appassionata di equitazione e ha gareggiato, con esiti incoraggianti, in diverse gare di salto ostacoli. Si è diplomata con esito "eccellente" al liceo classico François Couperin di Fontainebleau nel 2004, per poi laurearsi in filosofia all'Università della Sorbona. Ha avviato anche una carriera da giornalista, come scrittrice di articoli e direttrice di riviste.
È autrice con il docente di filosofia Robert Maggiori del libro Arcipelago delle passioni.

### Vita privata
Nel 2011 si fidanza con il comico e attore ebreo marocchino Gad Elmaleh, dal quale ha un figlio, Raphaël, nato il 17 dicembre 2013. Nel 2015 la coppia si separa.
Il 25 marzo 2018 ufficializza il suo fidanzamento con il produttore Dimitri Rassam (figlio dell'attrice francese Carole Bouquet), dal quale il 23 ottobre 2018 ha il secondogenito, Balthazar. La coppia si sposa con rito civile il 1º giugno 2019 al Palazzo dei Principi di Monaco, e con rito religioso il 29 giugno a Saint-Rémy-de-Provence. Nel 2024 i due si separano.

## Riconoscimenti
- Nel 2006 è stata inserita da Vanity Fair nella lista internazionale delle donne più eleganti.[9]
- Nel 2008 è stata classificata al 5º posto dalla rivista Forbes nella graduatoria dei "20 Hottest Young Royals" ("I 20 eredi reali più appetibili"), prima dei non appartenenti alla famiglia reale britannica.[10]

## Ascendenza
|                          |                        |                               | Genitori                  |  |  | Nonni |  |  | Bisnonni |  |  | Trisnonni |  |
|                          |                        |                               |                           |  |  |       |  |  | …        |  |  | …         |  |
|                          |                        |                               |                           |  |  |       |  |  | …        |  |  | …         |  |
|                          |                        | …                             |                           |  |  |       |  |  | …        |  |  |           |  |
| 4. Giancarlo Casiraghi   |                        |                               |                           |  |  |       |  |  | …        |  |  |           |  |
|                          |                        | …                             | …                         |  |  |       |  |  |          |  |  |           |  |
|                          |                        | …                             | …                         |  |  |       |  |  |          |  |  |           |  |
|                          |                        | …                             | …                         |  |  |       |  |  |          |  |  |           |  |
| 2. Stefano Casiraghi     |                        | …                             |                           |  |  |       |  |  |          |  |  |           |  |
|                          |                        | …                             | …                         |  |  |       |  |  |          |  |  |           |  |
|                          |                        | …                             | …                         |  |  |       |  |  |          |  |  |           |  |
|                          |                        | …                             | …                         |  |  |       |  |  |          |  |  |           |  |
| 5. Fernanda Biffi        |                        | …                             |                           |  |  |       |  |  |          |  |  |           |  |
|                          |                        | …                             | …                         |  |  |       |  |  |          |  |  |           |  |
|                          |                        | …                             | …                         |  |  |       |  |  |          |  |  |           |  |
|                          |                        | …                             | …                         |  |  |       |  |  |          |  |  |           |  |
| 1. Charlotte Casiraghi   |                        | …                             |                           |  |  |       |  |  |          |  |  |           |  |
|                          | 12. Pierre de Polignac | 24. Maxence de Polignac       |                           |  |  |       |  |  |          |  |  |           |  |
|                          | 12. Pierre de Polignac | 24. Maxence de Polignac       |                           |  |  |       |  |  |          |  |  |           |  |
|                          | 12. Pierre de Polignac | 25. Susana de la Torre y Mier |                           |  |  |       |  |  |          |  |  |           |  |
| 6. Ranieri III di Monaco | 12. Pierre de Polignac |                               |                           |  |  |       |  |  |          |  |  |           |  |
|                          |                        | 13. Charlotte Grimaldi        | 26. Luigi II di Monaco    |  |  |       |  |  |          |  |  |           |  |
|                          |                        | 13. Charlotte Grimaldi        | 26. Luigi II di Monaco    |  |  |       |  |  |          |  |  |           |  |
|                          |                        | 13. Charlotte Grimaldi        | 27. Marie-Juliette Louvet |  |  |       |  |  |          |  |  |           |  |
| 3. Carolina di Monaco    |                        | 13. Charlotte Grimaldi        |                           |  |  |       |  |  |          |  |  |           |  |
|                          |                        | 14. John Brendan Kelly        | 28. John Henry Kelly      |  |  |       |  |  |          |  |  |           |  |
|                          |                        | 14. John Brendan Kelly        | 28. John Henry Kelly      |  |  |       |  |  |          |  |  |           |  |
|                          |                        | 14. John Brendan Kelly        | 29. Mary Ann Costello     |  |  |       |  |  |          |  |  |           |  |
| 7. Grace Kelly           |                        | 14. John Brendan Kelly        |                           |  |  |       |  |  |          |  |  |           |  |
|                          |                        | 15. Margaret Katherine Maier  | 30. Carl Majer            |  |  |       |  |  |          |  |  |           |  |
|                          |                        | 15. Margaret Katherine Maier  | 30. Carl Majer            |  |  |       |  |  |          |  |  |           |  |
|                          |                        | 15. Margaret Katherine Maier  | 31. Margaretha Berg       |  |  |       |  |  |          |  |  |           |  |
|                          |                        | 15. Margaret Katherine Maier  |                           |  |  |       |  |  |          |  |  |           |  |